# Joanna Russ

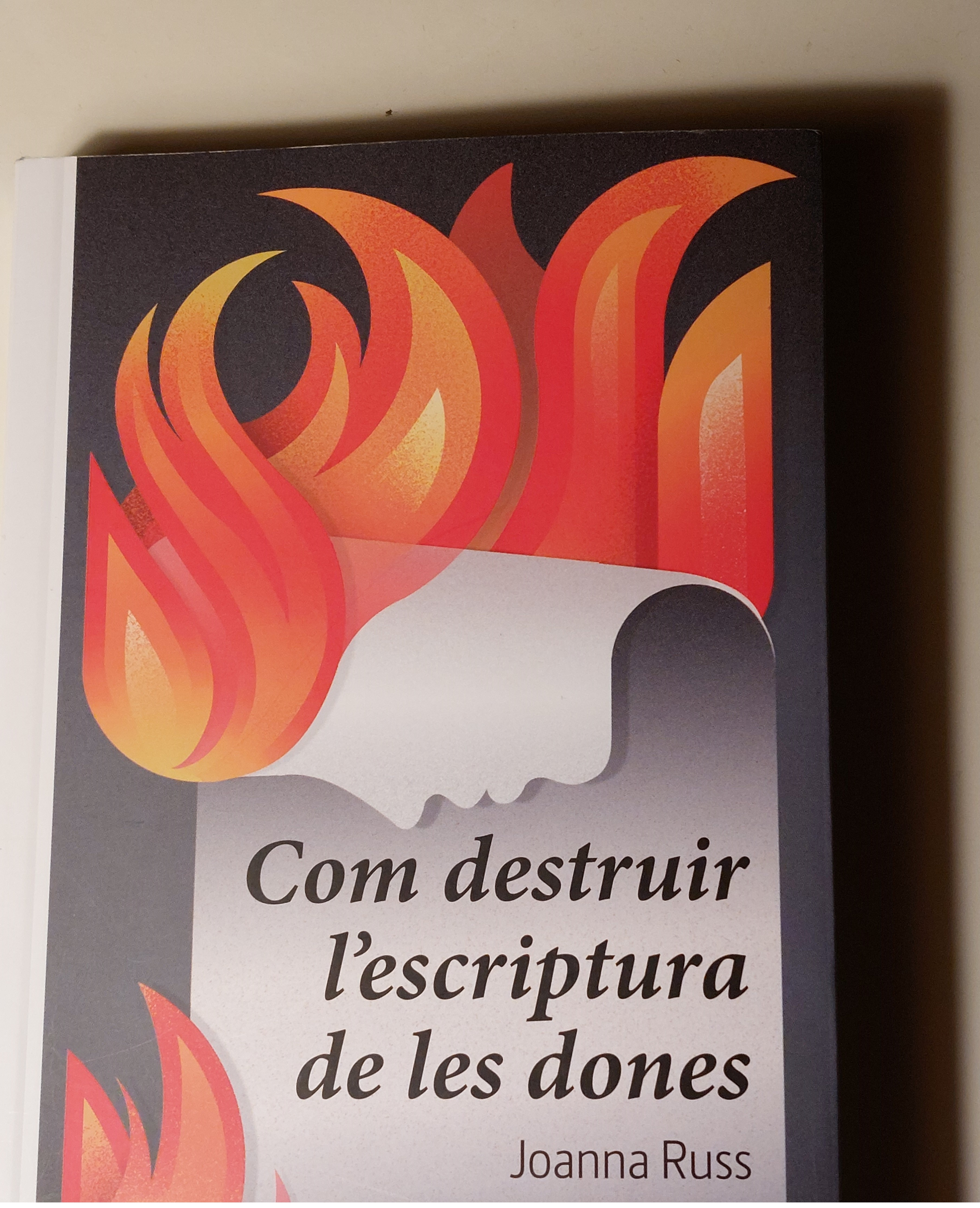
Portada del llibre "Com destruir l'escriptura de les dones". Editorial Raig Verd, setembre 2022. 9788419206930

Joanna Russ   (Nova York, 22 de febrer de 1937 - Tucson, 29 d'abril de 2011) va ser una escriptora i activista feminista radical. És autora d'obres de ciència-ficció, fantasia i crítica feminista.

## Biografia
Va graduar-se el 1952 en filologia anglesa i l'any 1960 va obtenir un màster en Belles arts a la Universitat Yale. Va ser professora de llengua i literatura anglesa en diverses universitats, feina que va compaginar amb la seva carrera literària. A final dels anys 50 va convertir-se en una de les primeres autores a publicar obres de ciència-ficció, juntament amb Ursula Kroeber Le Guin i va guanyar alguns dels premis més destacats d'aquest gènere.
Publicà una desena de novel·les: Picnic on Paradise (1968), And Chaos Died (1970), The Adventures of Alyx (1976), We Who Are About To... (1977) i The Two of Them (1978), entre d'altres. The Female Man (1975) és possiblement la seva obra més coneguda per la pionera aplicació de la temàtica feminista al gènere de la ciència-ficció.
Les seves obres tingueren molta projecció a causa de la seva ideologia feminista radical i en favor dels drets civils, i també al fet que fou una de les primeres personalitats importants a sortir de l'armari el 1969.

## Obres de ciència-ficció i altres treballs
Russ es va donar a conèixer en el món de la ciència-ficció a finals de la dècada de 1960, per la novel·la Picnic on Paradise (1968). En aquell moment poques dones es dedicaven a escriure ciència-ficció, i Russ fou una de les pioneres en desafiar la dominació masculina dins el sector. Va ser de les primeres autores a utilitzar l'slash (gènere del fanfiction de temàtica homosexual) i a entendre les seves implicacions culturals i literàries(). Se la va associar a la Nova Onada de la ciencia ficció nord-americana.()
Les seves obres de ciència-ficció han estat nominades nou vegades al Premi Nébula i tres al Premi Hugo. El seu treball acadèmic sobre estudis de gènere de ciència-ficció fou reconegut amb un Premi Pilgim l'any 1988.
Russ també fou dramaturga i assagista d'obres de crítica literària i teoria feminista. Destaquen dins la seva producció la col·lecció d'assaig Magic Mommas, Trembling Sisters, Puritans & Perverts i How to Suppress Women's Writing. Es descrivia a si mateixa com a feminista socialista i veia la seva obra, tant de ficció com de no ficció, com a modes de teoria compromesa amb el món real. Va fer importants aportacions al pensament feminista sobre la pornografía i la sexualitat de les dones a través de diversos assaigs.